# Хаарец
Хаарец е израелски всекидневник, основан през 1919 г. Отпечатва се в две версии – една на иврит и една на английски език. Вестникът минава за либерално ориентиран със силно подчертан светски характер.
Хаарец е собственост на семейство Шокен. Главен редактор е Тами Литани.